# Han jezik
Han jezik (dawson, han-kutchin, moosehide; ISO 639-3: haa), jezik Han Indijanaca kojim govori svega 14 osoba, 7 u Kanadi, Yukon (Krauss 1997, od 300 etničkih) i 7 u SAD-u, Aljaska (Krauss 1995, od 40 etničkih). Jezik pripada porodici atapaskanskih jezika, podskupina han-kutchin. Etnička grupa živi duž rijeke Yukon u graničnom području Yukona i Aljaske. Pismo: latinica.

## Vanjske poveznice
- Ethnologue (14th)
- Ethnologue (15th)